# Alessandro Boni
Alessandro Boni (Firenze, 12 marzo 1964) è un ex cestista e dirigente sportivo italiano.
In campo ricopriva il ruolo di centro.

## Carriera
Nella sua carriera cestistica ha militato, con la Scavolini Pesaro, con la quale ha conquistato una Coppa delle Coppe nel 1983, uno scudetto nel 1990 e una coppa Italia nel 1992. In serie A ha giocato anche per Fabriano, per la Reyer Venezia, per la Scaligera Verona, vincendo una supercoppa italiana nel 1996 e una coppa Korać nel 1998, e per Jesi. In 19 anni di serie A ha raggiunto le 613 presenze con 3927 punti segnati. Con la Nazionale Giovanile, agli Europei di Salonicco nel 1980, ha conquistato da capitano, la medaglia d'Argento perdendo in finale con l'Unione Sovietica di Arvydas Sabonis. Nel 1988, ha fatto parte della Nazionale A guidata da Sandro Gamba ed ha collezionato 23 presenze essendo l'unico giocatore che proveniva dalla serie A2.
Ha terminato la sua carriera cestistica con formazioni del campionato cadetto.
Attualmente ha il compito di allenare l'Under 19 e la Serie C del Centro Minibasket Alpo, società che opera nel mondo del Basket femminile.
È stato direttore sportivo dell'ASD Basket Villafranca, squadra che ha raggiunto la Serie B maschile.
Opera come Broker assicurativo.

## Palmarès
- Campionato italiano: 1

Pesaro: 1989-1990
- Coppa Italia: 1

Pesaro: 1992
- Supercoppa italiana: 1

Scaligera Verona: 1996
- Coppa Korać: 1

Scaligera Verona: 1997-1998
- Coppa delle Coppe: 1

V.L. Pesaro: 1982-1983